# Gijsbertus Godefriedus Johannes Rademaker

G.G.J. Rademaker

Gijsbertus Godefriedus Johannes Rademaker, auch Gysbertus Rademaker (* 19. März 1887 in Den Haag; † 19. April 1957 in Oegstgeest) war ein niederländischer Physiologe, Neurologe und Hochschullehrer.

## Leben
Gijsbertus Godefriedus Johannes Rademaker studierte ab 1905 an der Universität Leiden Medizin, bestand 1912 das Medizinexamen und übernahm nach einer Assistenzzeit bei einem Den Haager Chirurgen die Praxis seines Bruders in Surabaya auf der Nordostspitze der zu dieser Zeit noch zu Niederländisch-Indien gehörenden indonesischen Hauptinsel Java. Nach seiner Rückkehr in die Niederlande 1922 forschte er beim Pharmakologen und Physiologen Rudolf Magnus in Utrecht zum Hirnstamm und dessen Zusammenhang mit dem Beibehalten des Gleichgewichts im Stehen und beim Gehen, promovierte mit seiner Dissertation De beteekenis der roode kernen en van het overige mesencephalon voor spiertonus, lichaamshouding en labyrinthaire reflexen 1924 an der Universität Utrecht und baute gemeinsam mit Rudolf Magnus in Utrecht eine neurologische Filmsammlung auf, die als Magnus-Rademaker-Collection (1909–1940) bekannt ist. Im Jahr 1928 wurde er in der Nachfolge des Neurophysiologen und Nobelpreisträgers Willem Einthoven Professor für Physiologie an der Universität Leiden, wobei dieser Lehrauftrag Jahre später noch mit Ablauf des 31. Dezember 1945 auf Neurologie abgeändert wurde.
Gijsbertus Godefriedus Johannes Rademaker wurde 1932 als Mitglied in die Deutsche Akademie der Naturforscher Leopoldina und am 15. Mai 1935 in die Königlich Niederländische Akademie der Wissenschaften aufgenommen.
Er war Offizier der Ehrenlegion und Ritter des Orden vom Niederländischen Löwen.

## Schriften (Auswahl)
- De beteekenis der roode kernen en van het overige mesencephalon voor spiertonus, lichaamshouding en labyrinthaire reflexen. Dissertation, 381 S., Utrecht 1924
- Die Bedeutung der roten Kerne und des übrigen Mittelhirns für Muskeltonus, Körperstellung und Labyrinthreflexe. Julius Springer, Berlin 1926
- Das Stehen. Statische Reaktionen Gleichgewichtsreaktionen und Muskeltonus unter besonderer Berücksichtigung ihres Verhaltens bei kleinhirnlosen Tieren. Julius Springer, Berlin 1932